# Thanh Lãng (linh mục)
Thanh Lãng (1924-1978) là một linh mục, nhà giáo dục, nhà nghiên cứu văn học Việt Nam.

## Tiểu sử
Ông sinh ngày 23 tháng 12 năm 1924 tại Tam Tổng, Nga Sơn, nay là xã Nga Liên, huyện Nga Sơn, tỉnh Thanh Hóa, thuôc giáo xứ Tam Tổng, giáo hạt Tam Tổng, giáo phận Thanh Hóa. Nguyên tên ông khi làm phép rửa tội là Gioan Đinh Xuân Nguyên. Thuở nhỏ ông học ở trường làng, đến năm 12 tuổi thi vào Tiểu chủng viện Ba Làng. Năm 1945, ông thi đậu Tú tài, đi giúp xứ đạo và học tiếp hai năm nữa. Đến 1947, học triết trong hai năm tại Đại chủng viện Xuân Bích (Hà Nội). Năm 1949, được cử sang học tại Trường truyền giáo Roma (Ý) và được thụ phong Linh mục ngày 20 tháng 12 năm 1953.
Sau đó, Thanh Lãng theo học văn chương và đỗ Tiến sĩ tại Đại học Fribourg, Thụy Sĩ. Năm 1957 về nước, ông được bổ nhiệm làm Giáo sư tại Tiểu chủng viện Tân Thanh (Bảo Lộc, Lâm Đồng), đồng thời giảng dạy tại Đại học Văn khoa Huế, Đại học Văn khoa Sài Gòn từ năm 1957 đến 1975.
Từ tháng 5 năm 1975, ông chuyển sang lãnh vực ngôn ngữ tại Viện Khoa học xã hội Thành phố Hồ Chí Minh.
Ngày 17 tháng 12 năm 1988, giáo sư Thanh Lãng qua đời tại Thành phố Hồ Chí Minh, sau một thời gian ngắn lâm bệnh .

## Tác phẩm

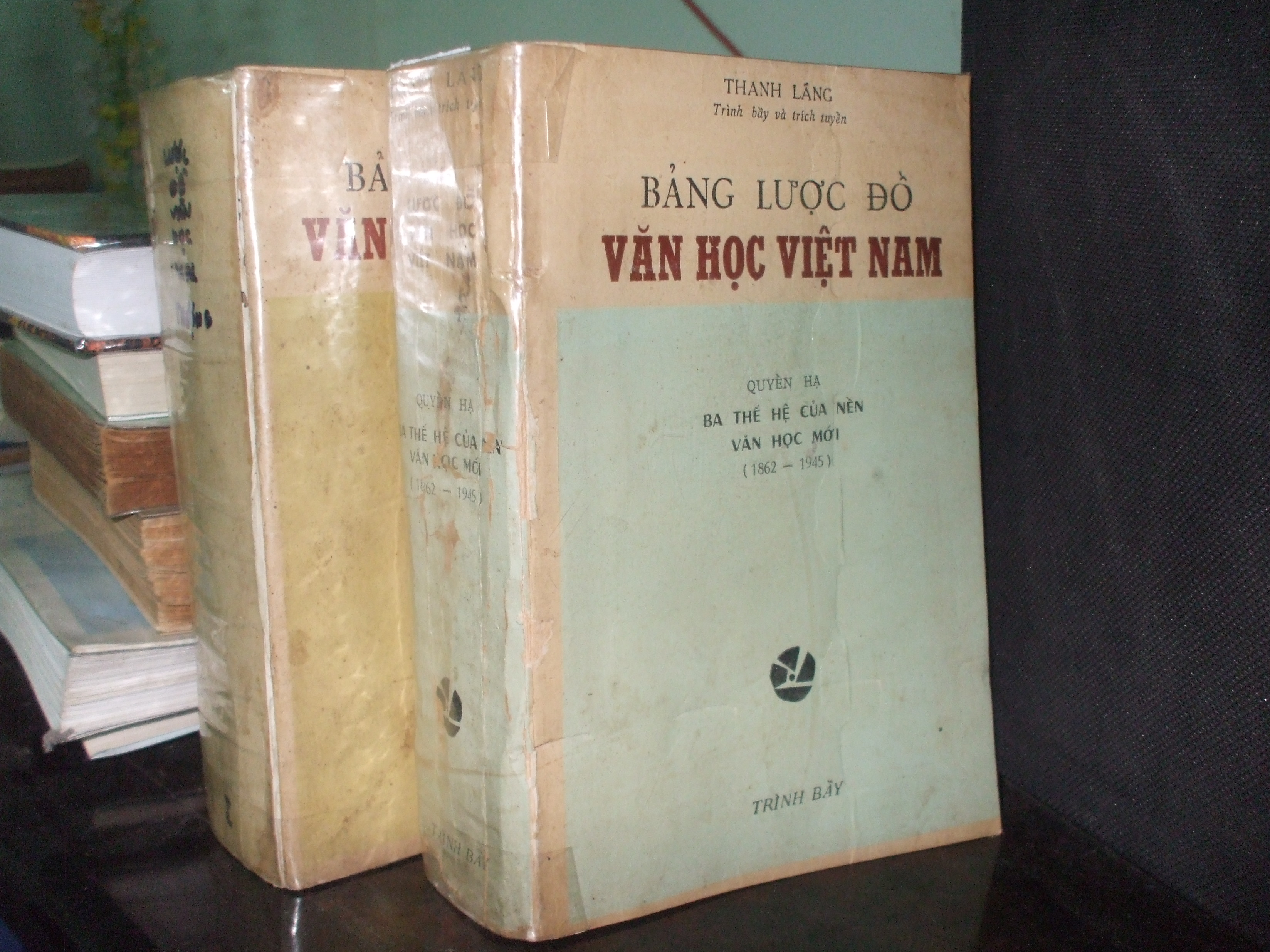
Bộ sách Bảng lược đồ Văn học Việt Nam của GS. Thanh Lãng

Những năm 1958 - 1975, là thời kỳ GS. Thanh Lãng chuyên tâm nhất trong lãnh vực văn chương. Ông là chủ biên của các tạp chí như: Việt tiến, Trách nhiệm, Nghiên cứu văn học, Tin sách... và viết bài cho nhiều báo khác. Đa phần, bài viết của ông xoay quanh các vấn đề: lịch sử phát triển chữ Quốc ngữ, văn chương Quốc ngữ, giáo trình văn chương, một số bài viết về các tác giả: Nguyễn Du, Nhất Linh, Phạm Quỳnh, Nguyễn Văn Vĩnh,...
Để bài viết của mình thêm có chất lượng, Thanh Lãng học thêm tiếng Bồ Đào Nha, chữ Nôm.
Đã xuất bản:
- Khởi thảo văn học sử Việt Nam: Văn chương bình dân (Hà Nội, 1953; Sài Gòn, 1954, 1957)
- Biểu nhất lãm văn học cận đại Việt Nam (Sài Gòn, 1957)
- Đóng góp của Pháp trong văn học Việt Nam (Luận án Tiến sĩ, 1961)
- Thử suy nghĩ về về văn hóa dân tộc (Sài Gòn, 1967)
- Bảng lược đồ văn học Việt Nam (2 tập, Sài Gòn, 1967)[2]
- Văn học Việt Nam: Đối kháng Trung Hoa (Sài Gòn, 1969)
- Văn học Việt Nam: Thế hệ dấn thân yêu đời (Sài Gòn, 1969)
- Phê bình văn học thế hệ 1932 (2 quyển, Sài Gòn, 1972)
- Tự điển Việt-La-Bồ (dịch chung với Hoàng Xuân Việt và Linh mục Đỗ Quang Chính, 1991)
- 13 năm tranh luận văn học (3 tập, 1995)

Và nhiều tác phẩm chưa in khác.

## Đánh giá
Nhà nghiên cứu Trần Hải Yến trong Từ điển văn học (bộ mới) nêu nhận xét:
Do được tiếp cận với văn hóa phương Tây, nên lối nghiên cứu của Thanh Lãng nổi rõ chất lý trí, tỉnh táo và thực tế...Di sản của ông để lại cho thấy, Thanh Lãng tâm huyết với việc dựng lại con đường phát triển của văn chương...Nhưng vì nhiều lý do, dự định viết một bộ lịch sử văn học Việt Nam như mong muốn của ông không bao giờ trở thành hiện thực. Nhưng qua những công trình mang tính chất phác thảo, qua những sưu tập công phu, đồ sộ mà ông để lại...người nghiên cứu sau ông đã thực sự có được những viên đá lát nền vững chãi để đi tiếp...:
GS. Đỗ Lai Thúy, trong một bài viết, đã nêu lên điểm nổi bật trong số những cống hiến của Thanh Lãng như sau: 
Các nước Đông Á thường không coi trọng tư liệu...Việc sưu tầm tư liệu, đặc biệt là tư liệu báo chí, của Thanh Lãng xuất phát từ việc thương học trò. Đến sinh viên đại học cũng học chay. Chỉ học nguyên lý mà không đọc tác phẩm, chỉ học luận điểm mà không đọc, hoặc không có để đọc, các luận chứng. Bởi thế, dạy - học trở nên áp đặt, độc thoại...
Và cũng nhờ tư liệu mà Thanh Lãng có cái nhìn mới với một vài giai đoạn văn học. Trước hết là 'văn học Thiên Chúa giáo'. Trước đây chúng ta thường nghĩ văn học Việt Nam có văn học Nho giáo (điều quá hiển nhiên), văn học Phật giáo (một số người còn nghi ngờ!), nhưng văn học Thiên Chúa giáo thì nhất quyết không có. Nhưng Thanh Lãng đã làm thay đổi suy nghĩ của chúng ta....Cũng chính trên cơ sở tư liệu này, Thanh Lãng đã có đóng góp thứ hai, quan trọng hơn, vào việc phân kỳ lịch sử văn học.... Như vậy, chọn mốc 1862, tuy là một cột chính trị nhưng lại sản sinh ra nhiều hệ quả văn hóa quan trọng, Thanh Lãng đã mang lại một cái nhìn mới cho một giai đoạn văn học Việt Nam. Đó là một cái nhìn từ Nam Bộ nhưng lại có giá trị toàn quốc, một cái nhìn từ chữ quốc ngữ, từ văn chương Ki tô giáo, tức là cái mới nảy sinh và, do đó, có phần đối lập với cái nhìn quen thuộc từ Bắc Bộ, từ nền văn chương Nho giáo, tức từ sự suy tàn của cái cũ...